# AudioNova International
Die AudioNova International B. V. ist eine in Rotterdam (Niederlande) ansässige, international tätige Handelsgesellschaft im Bereich der Hörakustik, in der mehr als 1.300 Mitarbeiter an über 439 Standorten beschäftigt sind. Neben 153 Fachgeschäften in den Niederlanden betreibt das Unternehmen Niederlassungen in Belgien, Dänemark, Deutschland, Frankreich, Italien, Luxemburg, Polen, Portugal, Russland, Schweiz und Ungarn. Der Schwerpunkt von AudioNova liegt in dem Verkauf und der Anpassung von Hörhilfen und akustischem Bedarf durch ihre europäischen Niederlassungen.

## Unternehmensgeschichte
1926 eröffnete Herke Schoonenberg in Rotterdam, Niederlande seine erste Filiale mit Schwerpunkt Optik, Photographie und Hörgeräte. Nach seiner Pensionierung übernahm sein Sohn (Gerard Schoonenberg) das Geschäft und erweiterte es auf 23 Filialen. 1985 wurde Schoonenberg von Groeneveld Winkelbedrijven (Groeneveld) übernommen. Groeneveld war zu diesem Zeitpunkt ein Augenoptikfachgeschäft mit 100 Filialen in den Niederlanden, von denen 20 eine Fachabteilung für Hörgeräte beinhalteten.
2000 wurde Groeneveld an HAL Investments verkauft. Bis zu diesem Zeitpunkt hatte Schoonenbergs mit den Geschäften mit Hörgeräten einen Umsatz von 17 Millionen Euro aus 35 Fachgeschäften und 34 Optikern mit Hörgeräte-shop-in-shop-Systemen oder mit extra Hörgerätegeschäftsstellen im Shop erwirtschaftet.
Zwischen 2000 und 2006 stiegen die Umsätze Schoonenbergs zu mehr als 70 Millionen Euro. Nach einer Buy-and-Build Strategie in den Niederlanden wurde die AudioNova International 2006 integriert, um die internationalen Nebenstellen zu unterstützen.
Innerhalb 2006 wurde der Fokus von internationalen Aktivitäten hauptsächlich auf Deutschland und Belgien gelegt. 2007 führte AudioNova seine Expansion fort und vollzog eine Akquise von Geschäften in Frankreich, Dänemark und Italien. 2008 wurde Portugal der Liste der Akquise von mehr als 20 Geschäften hinzugefügt. In dem letzten Monat des Jahres 2008 war AudioNova in sieben Ländern aktiv und betrieb 434 Filialen mit einem Umsatz von schätzungsweise 165 Millionen Euro.
2016 wurde AudioNova von der Schweizer Sonova übernommen und später der Sitz nach Dortmund verlegt und in die Sonova Retail Germany GmbH umfirmiert.

## Tochterunternehmen
AudioNova International unterhält folgende Tochterunternehmen (Stand: Ende 2008):
- Schoonenberg Niederlande wurde 1926 gegründet und 2000 zu einem unabhängigen Tochterunternehmen der HAL Investment Gruppe.

Schoonenberg Hoorcomfort besitzt 153 Hörgeräteeinzelhandelsgeschäfte innerhalb der Niederlande zum Ende von 2008.
- AudioNova Belgien: 2006 gegründet und mit 23 Niederlassungen in Belgien vertreten.[5]
- AudioNova Dänemark, 2006 eröffnet, besitzt 14 Filialen in Dänemark.[6]
- Geers Hörakustik 2006 wurde die HörGut-Gruppe bestehend aus 131 Niederlassungen innerhalb Deutschlands übernommen und 2010 konnte Geers Hörakustik mit weiteren 280 Filialen hinzugewonnen werden. Die Zahl der Filialen wuchs bis 2012 auf etwa 440.[7]
- Geers Ungarn wurde 2010 mit der Eingliederung von Geers hinzugewonnen. Geers Ungarn umfasst 15 Niederlassungen.[8]
- AudioNova Frankreich begann 2007 und besteht nun aus 44 Filialen innerhalb Frankreichs.[9]
- AudioNova Italien wurde 2007 eröffnet und wird mit 47 Niederlassungen in Italien vertreten.[10]
- Geers Polen wurde 2010 mit der Eingliederung von Geers hinzugewonnen. Geers Polen umfasst 135 Niederlassungen.[11]
- MiniSom Portugal wurde im April 2008 erworben und besteht aus 22 Filialen.[12]
- Geers Russland wurde 2010 mit der Eingliederung von Geers hinzugewonnen. Geers Russland wurde 2003 gegründet.[13]
- Beltone Schweiz wurde 2010 mit der Eingliederung von Geers hinzugewonnen.[14][15]